# Benedetta Wenzel
Benedetta Marie Wenzel (* 31. März 1997) ist eine deutsche Hockeyspielerin.

## Sportliche Karriere
Benedetta Wenzel begann beim DTV Hannover und wechselte 2015 zum Club an der Alster. Mit dem Club an der Alster gewann sie von 2018 bis 2020 je zweimal den deutschen Meistertitel im Hallenhockey und im Feldhockey. Während ihres Architekturstudiums an der TU Berlin spielte sie für den Berliner HC.
Wenzel nahm von 2012 bis 2018 an 39 Länderspielen in den verschiedenen Altersklassen im Juniorinnen-Bereich teil. Ihr größter Erfolg war der vierte Platz bei der U21-Europameisterschaft 2017.
2017 debütierte Benedetta Wenzel in der Nationalmannschaft. Bei der Hallenhockey-Europameisterschaft 2020 in Minsk belegte sie mit der deutschen Mannschaft den vierten Platz. Ebenfalls Vierte wurde sie bei der Weltmeisterschaft 2022, bei der sie in allen sieben Spielen eingesetzt wurde. Bei den Olympischen Spielen 2024 in Paris belegte Wenzel mit der deutschen Mannschaft in der Vorrunde den dritten Platz. Im Viertelfinale unterlagen die Deutschen den Argentinierinnen im Shootout.
Wenzel bestritt 58 Länderspiele, davon fünf in der Halle. (Stand 14. Juni 2024) 